# 배혜윤
배혜윤(1989년 6월 10일 ~ )은 대한민국의 농구 선수이다. 한국여자프로농구(WKBL) 용인 삼성생명 블루밍스 소속으로 포지션은 센터이다.

## 경력
2007년 10월에 열린 WKBL 신입선수 선발회에서 1라운드 전체 5순위로 안산 신한은행 에스버드에 지명되었고, 직후 부천 신세계 쿨캣으로 트레이드 되었다.

## 수상
- WKBL 신인선수상: 2008